# Etxerat
Exterat (en basc: Etxerat, en català: "a casa") és una associació de familiars de presos de l'organització independentista i nacionalista basca ETA, presoners que han estat empresonats a causa de la seva activitat en el moviment d'alliberament nacional basc. La major part aquests presos són membres, o han estat antics membres de l'organització independentista basca Euskadi ta Askatasuna (ETA), mentre que uns altres no han estat membres d'ETA, però han estat empresonats per col·laborar amb l'organització, o bé han comès altres delictes, com pertànyer a organitzacions que han estat il·legalitzades com Segi, o a les Gestores Pro Amnistia. Alguns d'ells han estat condemnats per pertànyer o intentar reconstruir partits polítics que han estat il·legalitzats com Herri Batasuna i Askatasuna, o per participar en actes de lluita al carrer, l'anomenada kale borroka, o per fer actes d'apologia del terrorisme.
Les principals activitats de l'organització de l'esquerra abertzale Etxerat, són oferir suport als familiars dels presos i fer campanya per defensar els drets dels presoners i dels seus familiars.